# August von Ramberg
August Freiherr von Ramberg (Wessely, 1866. december 19. – Gmunden, 1947. április 1.) osztrák festőművész, az Osztrák-Magyar Haditengerészet tisztje.

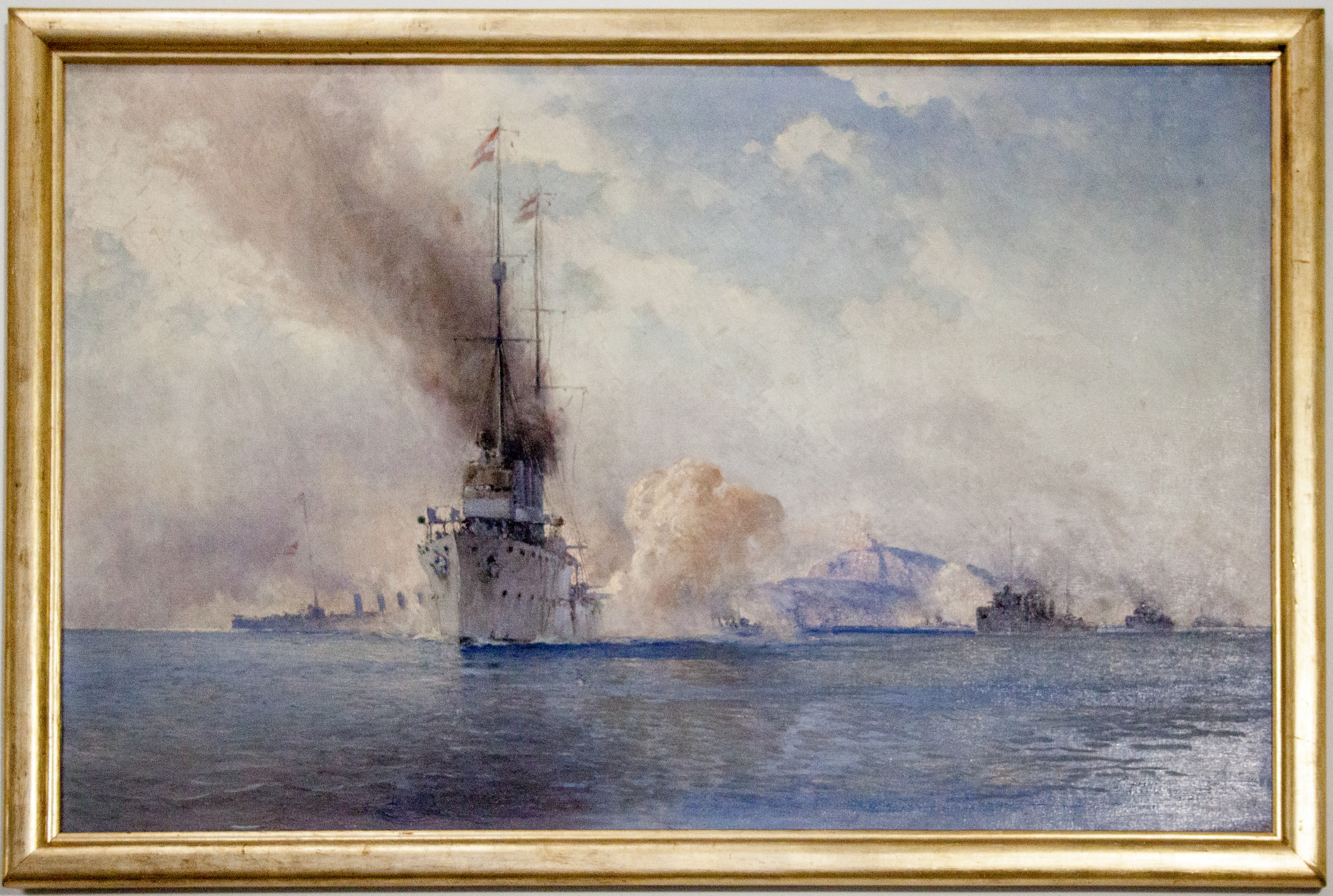
Pelagosa lövetése, 1915. május 23.

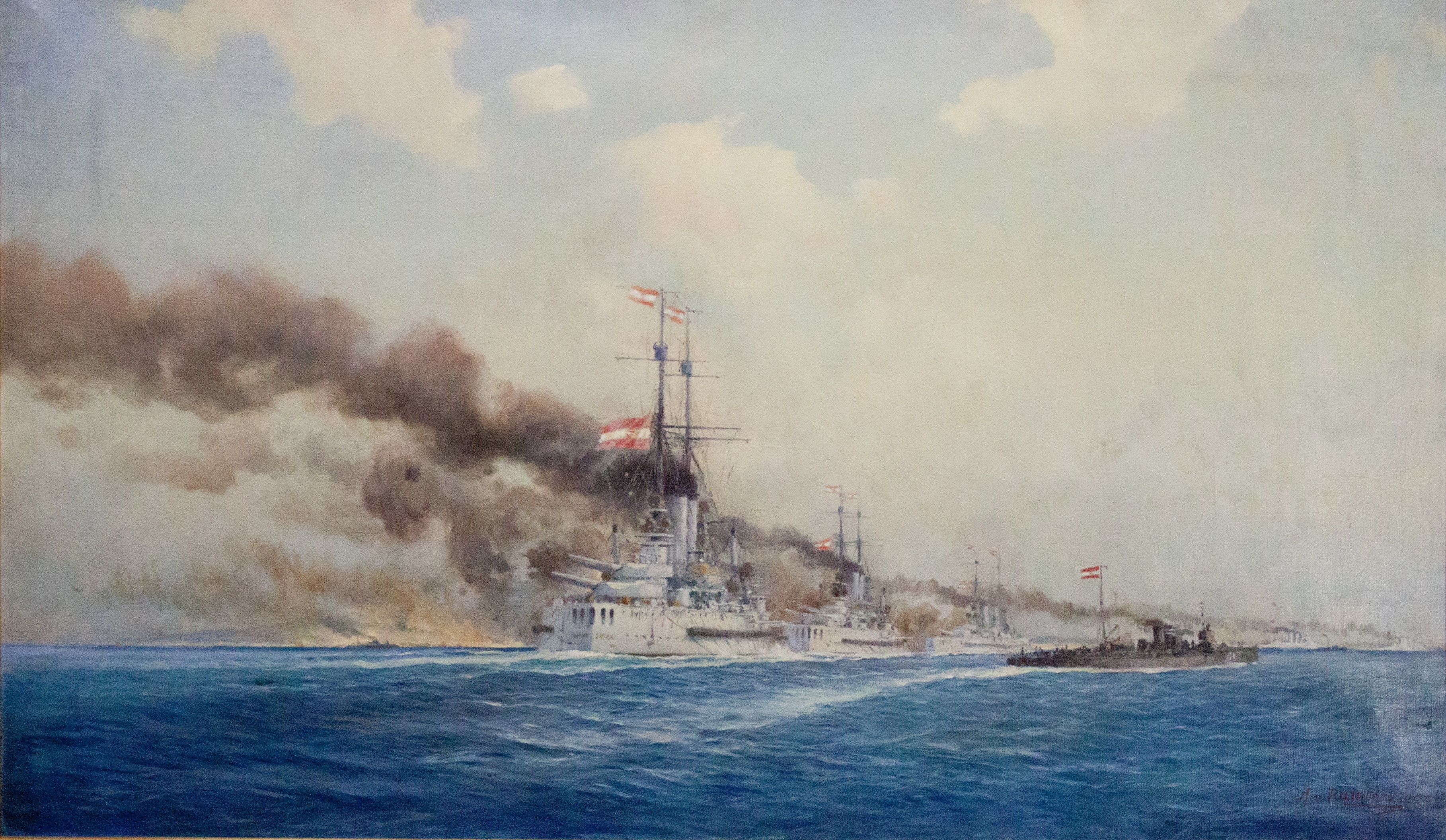
Ancona lövetése, 1915. május 24.

## Élete és munkássága
Kora ifjúságától élénken érdeklődött a rajzolás iránt. A fiumei k.u.k. tengerészeti akadémián végzett, 1885-ben lett kadét. 1885-86-ban a Donau korvett fedélzetén Dél- és Észak-Amerikába hajózott. 1890-ben a torpedókkal és a tengeri aknákkal kapcsolatos tanfolyamot végzett. Különböző beosztásokat töltött be, mint torpedónaszád-parancsnok, illetve nagyobb hajók navigációs tisztje. 1892-93-ban az SMS Kaiserin Elisabeth cirkáló fedélzetén Ferenc Ferdinánd trónörököst világ körüli útjára. Tengeri útjai között a polai haditengerészeti támaszponton tevékenykedett.
1904-ben egészségügyi okok miatt leszerelték, ezután idejét csak a tengeri festészetnek szentelte, amit autodidakta módon tanult meg. 1908-tól Raguzában élt.
Az első világháború kezdetén tengerészeti festőként reaktiválták. 1918-ban korvettkapitánynak léptették elő. A háború után a felső-ausztriai Gmundenben telepedett le.
Festményeit általában a helyszínen, vagy közvetlen élményei hatása alapján a műtermében készítette. A világháború után kezdett emlékezetből, illetve fényképek alapján festeni. Elsősorban tengeri festő volt, de készített tájképeket és csendéleteket is. Az olajfestmények mellett akvarelleket is készített, ezek közül többet Erzsébet királyné vásárolt meg. Legjelentősebb vásárlója Horthy Miklós ellentengernagy, a k.u.k. haditengerészet utolsó főparancsnoka volt.
Számos kitüntetésben, elismerésben részesült munkássága során. 1928-ban ő lett az első elnöke a salzkammerguti művészeti egyletnek.

## Családja
Egyik nagybátyja Hermann von Ramberg (1820–1899) lovassági tábornok volt, egy másik pedig Arthur von Ramberg (1819–1875) festő és rajzoló.

## Fordítás
Ez a szócikk részben vagy egészben a August von Ramberg című német Wikipédia-szócikk ezen változatának fordításán alapul.  Az eredeti cikk szerkesztőit annak laptörténete sorolja fel. Ez a jelzés csupán a megfogalmazás eredetét és a szerzői jogokat jelzi, nem szolgál a cikkben szereplő információk forrásmegjelöléseként.